# Bengt Olsson (skådespelare)
För andra betydelser, se Bengt Olsson.
Bengt Thure Olsson, född 26 januari 1949 i Kristinehamn, är en  svensk skådespelare.

## Filmografi (urval)
- 2001 – Livvakterna
- 1986 – Skånska mord - Veberödsmannen
- 1975 – Champagnegalopp